# Српски научни центар
Српски научни центар је удружење које се бави етнолошко-антрополошким и мултидисциплинарним истраживањима Срба. Удружење је регистровано 27. априла 2011. године у Агенцији за привредне регистре Републике Србије. Оснивач удружења је Ивица Тодоровић, доктор етнолошко-антрополошких наука. Удружење је основано првенствено ради остваривања циљева у области истраживања духовне, социјалне и материјалне културе Срба, са нагласком на мултидисциплинарности и одгонетању спорних, нејасних и неразјашњених аспеката и одговарајуће проблематике.

## Истраживачке делатности
- Питања базичних идејних система и културних матрица Срба
- Проблематика савремених употреба и значења српске традиције
- Истраживање структуре савременог наталитета код Срба
- Питања функционисања савремене српске породице
- Истраживање антисрбизма/србофобије
- Однос урбаних и руралних средина
- Проучавање српске дијаспоре

## Основни пројекти
1. Истраживање нематеријалног културног наслеђа српског етничког простора[2]
2. Прилози за израду Српског етнолошког појмовника[3]
3. Истраживање порекла и представа о пореклу Срба[4]
4. Пројекат истраживања и обележавања важних датума / догађаја „Памћење“[5]
5. Проучавање антисрбизма, расрбљавања и геноцида[6]
6. Креативна радионица „Занимљива традиција“[7]

## Издавачка делатност
- Виртуелна библиотека са радовима/текстовима истраживача и сарадника удружења ("Ауторски каталог")[8]
- Суиздаваштво књиге Жарка Видовића „Срби и косовски завет у новом веку“ (Српски научни центар, Пријатељи професора др Жарка Видовића; Београд 2021)